# يوي شين
يوي شين (بالصينية: 岳鑫) (10 نوفمبر 1995 في الصين - ) هو لاعب كرة قدم صيني في مركز الوسط. لعب مع جيجيانغ غرينتاون وداليان ييفانغ ونادي ووهان.

## وصلات خارجية
- يوي شين على موقع قاعدة بيانات كرة القدم.إي يو (الإنجليزية)
- يوي شين على موقع Soccerway.com (الإنجليزية)